# Evolvulus incanus
Evolvulus incanus là một loài thực vật có hoa trong họ Bìm bìm. Loài này được Pers. mô tả khoa học đầu tiên năm 1805.